# Буковщица
Буковщица (словен. Bukovščica) — поселення в общині Шкофя Лока, Горенський регіон, Словенія. Висота над рівнем моря: 447,2 м.